# 葵興站公共運輸交匯處
葵興站公共運輸交匯處（英語：Kwai Hing Station Public Transport Interchange）是香港新界葵青區葵興的一個公共運輸交匯處，位於港鐵葵興站外，現時有5條巴士路線及1條專線小巴路線以此為總站。公共運輸交匯處上方為新葵興廣場及葵興政府合署。

## 總站路線資料（巴士）

### 九龍巴士37M線
- 葵興站 ↺ 葵盛（中）

於1980年5月1日投入服務，1982年5月16日縮短至葵興地鐵站，途經葵康苑、葵盛邨及高盛臺，為穿梭葵青區內的短途循環路線。

### 九龍巴士40A線
- 葵興站 → 平田

2017年12月4日投入服務，途經葵芳、美孚、黃大仙、鑽石山、九龍灣、觀塘及藍田，只於星期一至五下午繁忙時間提供服務。

### 九龍巴士44M線（特別班次）
- 青衣（長安邨） → 葵興站

此特別班次1993年12月6日投入服務，途經青荃橋、荃灣路及葵芳，只於平日上午繁忙時間提供服務。

### 九龍巴士240X線
- 沙田（黃泥頭） ↔ 葵興站

於2014年12月15日投入服務，途經廣源邨、小瀝源（牛皮沙街）、沙田第一城、沙田圍、香港文化博物館、青沙公路（尖山隧道及沙田嶺隧道）、碧海藍天、荔枝角站、美孚站、葵涌道及葵芳，只於平日繁忙時間提供服務。

### 九龍巴士272P線
- 大埔（富亨） ↔ 葵興站
- 富蝶總站 ↔ 葵興站

於1995年5月1日投入服務，2015年1月10日大幅修改路線，途經富善邨、大埔中心、大埔墟、新達廣場、廣福邨、白石角、香港科學園、大埔公路－沙田段、青沙公路（尖山隧道及沙田嶺隧道）、碧海藍天、荔枝角站、美孚站、葵涌道及葵芳，只於平日繁忙時間服務。

### 九龍巴士279B線
- 粉嶺（聯和墟） → 葵興站

## 總站路線資料（專線小巴）

### 新界區專線小巴89A線
- 葵興站 ↔ 荃灣（河背街）

## 途經路線資料（巴士）

### 九龍巴士30線
- 荃威花園 ↔ 長沙灣

於1973年7月16日投入服務，途經美孚新邨、荔景、麗瑤邨、葵芳、葵興、大窩口站、荃灣市中心及荃景圍，只限往荃威花園方向途經此總站。

### 九龍巴士31A線
- 葵涌邨 → 石籬（大隴街）

只限往石籬（大隴街）巴士總站方向途經此總站。

### 九龍巴士33A線
- 荃灣（如心廣場） ↔ 旺角（柏景灣）

於1982年5月16日投入服務，途經楊屋道、大窩口、葵涌邨、葵興、葵芳、美孚新邨、長沙灣及深水埗，只限往荃灣（如心廣場）方向途經此總站。

### 九龍巴士38線
- 葵盛（東） ↔ 平田

於1975年12月23日投入服務，途經葵興、青山公路－葵涌段、樂富、黃大仙、鑽石山、牛池灣、九龍灣、牛頭角、觀塘及藍田站，只限往平田方向途經此總站。

### 九龍巴士38P線
- 葵盛（中） ↔ 平田

於2018年3月5日投入服務，途經葵興、青山公路－葵涌段、黃大仙、九龍灣商貿區、觀塘及藍田站，只限往平田方向途經此總站。

### 九龍巴士40B線
- 葵涌邨 → 平田

2024年3月11日投入服務，途經葵興、葵芳、荔景、美孚、黃大仙、鑽石山、九龍灣、觀塘及藍田，只於星期一至五上午繁忙時間提供服務。

### 九龍巴士40X線
- 烏溪沙站 ↔ 葵涌邨

於1993年12月26日投入服務，2005年5月1日延長至葵涌邨巴士總站，途經葵興、梨木樹邨、城門隧道、瀝源邨、沙田第一城、亞公角及馬鞍山，只限往烏溪沙站方向途經此總站。

### 九龍巴士43線
- 青衣（長康邨） ↔ 荃灣西站

於1977年9月1日投入服務，途經青康路、青衣南橋、葵芳、葵興、大窩口及沙咀道，只限往荃灣西站方向途經此總站。

### 九龍巴士43A線
- 青衣（長宏邨） ↔ 石籬（大隴街）

於1985年8月25日投入服務，途經長亨邨、青康路、青衣南橋、葵芳、葵興及石蔭邨，只限往石籬（大隴街）方向途經此總站。

### 九龍巴士44M線
- 青衣站 ↔ 葵涌邨

於1986年11月2日投入服務，途經青衣邨、翠怡花園、青衣南橋、葵芳及葵興，只限往葵涌邨方向途經此總站。

### 龍運巴士A30線
- 梨木樹 ↔ 機場（地面運輸中心）

### 龍運巴士NA30線
- 梨木樹 ↔ 港珠澳大橋香港口岸（經機場客運大樓）

## 途經路線資料（專線小巴）

### 新界區專線小巴89線
- 葵蓉苑 ↔ 荃灣（河背街）

### 新界區專線小巴89B線
- 荃灣（海貴路） ↺ 葵盛（葵孝街）

### 新界區專線小巴89P線
- 石頭街 ↺ 葵芳

### 新界區專線小巴89S線
- 葵芳站（興寧路） ↺ 葵盛（高盛臺）

### 新界區專線小巴94線
- 石圍角 ↔ 葵盛圍

### 新界區專線小巴94A線
- 梨木樹 ↔ 葵盛圍

### 新界區專線小巴406線
- 石籬 ↺ 葵盛

### 新界區專線小巴412線
- 葵涌邨 ↺ 石籬

## 過往路線
- 九龍巴士68A線
- 九龍巴士61M線(特別班次)

## 外部連結
- 九巴 （页面存档备份，存于）
- 龍運巴士 （页面存档备份，存于）